# Sarcandra glabra
Sarcandra glabra (Thunb.) Nakai è una pianta appartenente alla famiglia delle Chloranthaceae, unica specie del genere Sarcandra Gardner, originaria dell'Asia subtropicale, della Corea e del Giappone.

## Descrizione

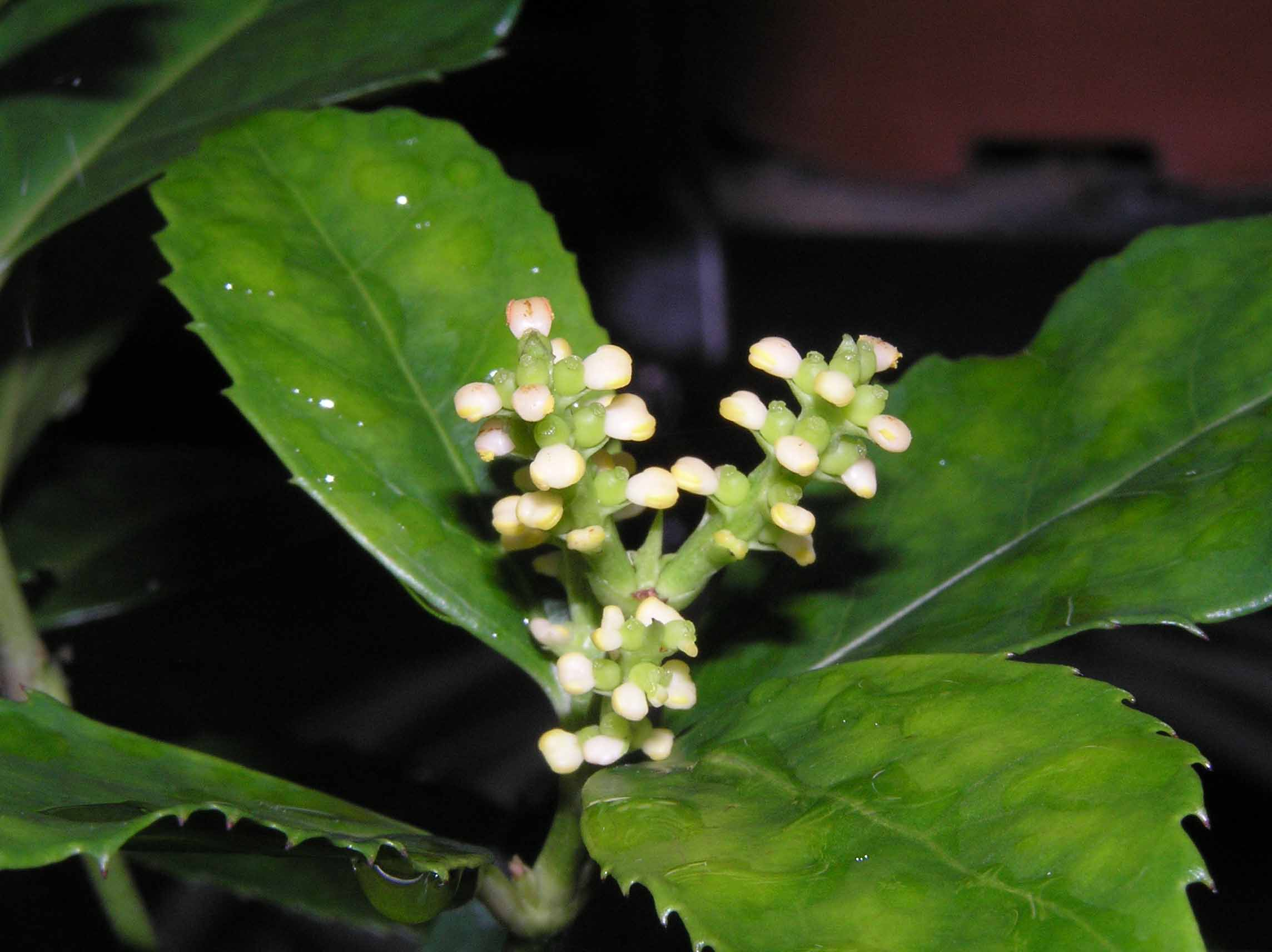
Fiore di S. glabra

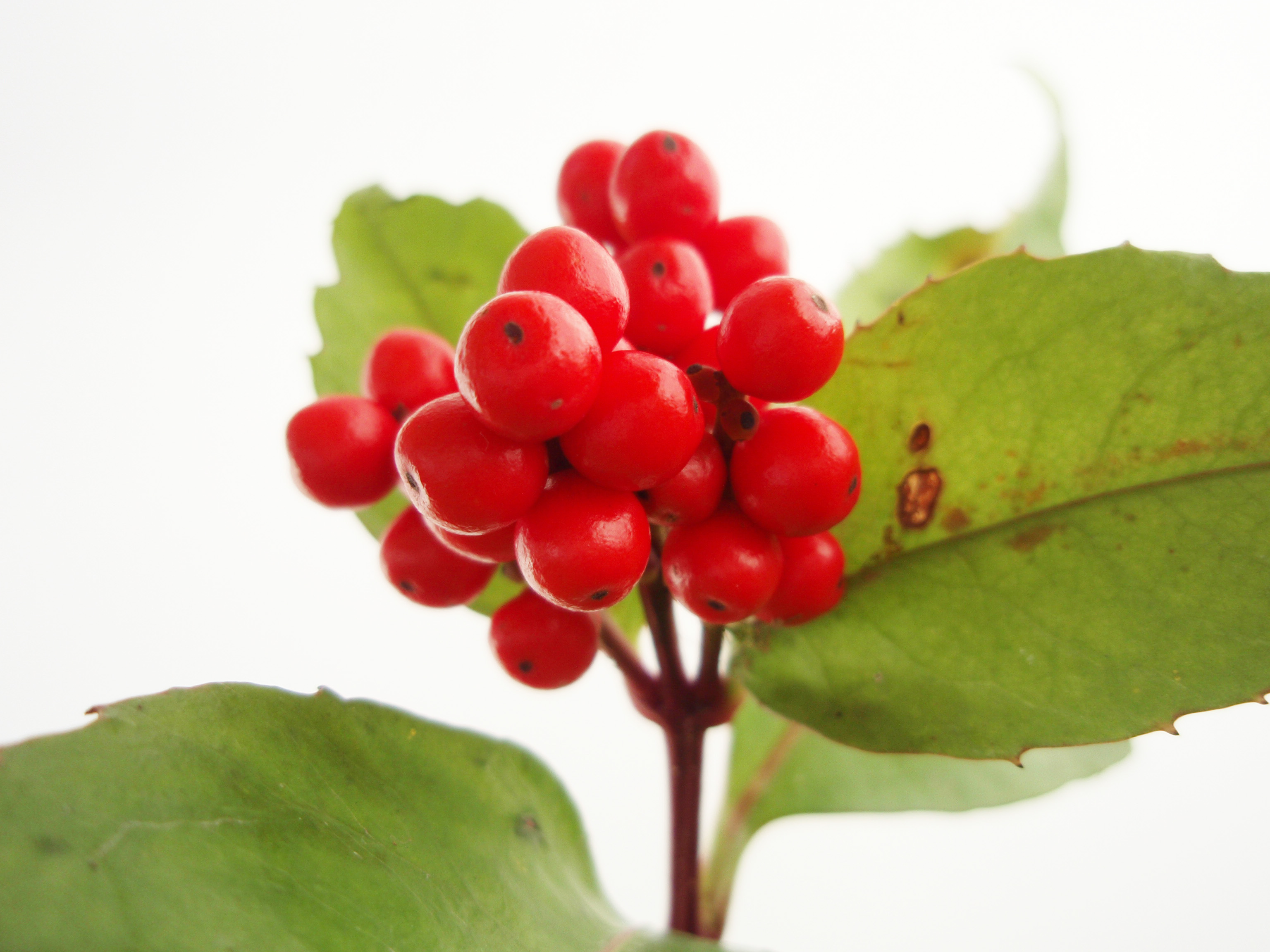
Frutti di S. glabra

S. glabra è un arbusto sempreverde che raggiunge i 50–150 cm di altezza. Presenta foglie di consistenza cartacea o coriacea di forma ellittica o ovata con margine seghettato e apice acuto ad acuminato. Le foglie presentano 5-7 nervature laterali, leggermente prominenti su entrambe le superfici.
Le infiorescenze terminali, solitamente ramificate in spighe, portano fiori di colore verde giallastro.
I frutti sono drupe globose (3–4 mm di diametro) verdi da giovani, che diventano rosso lucido o rosso giallastro a maturità.

## Distribuzione e habitat
L'areale nativo di S. glabra comprende l'Asia tropicale e subtropicale il Giappone e la Corea. Cresce principalmente nel bioma subtropicale in foreste, boscaglie, valli, burroni, pendii, bordi stradali, praterie, paludi, rive dei corsi d'acqua, terreno sabbioso; vicino al livello del mare e fino a 2000 m di altitudine.

## Usi
La pianta viene utilizzata durante il Capodanno giapponese per la decorazione del chabana, normalmente insieme al gelsomino d'inverno.